# Thurston Moore

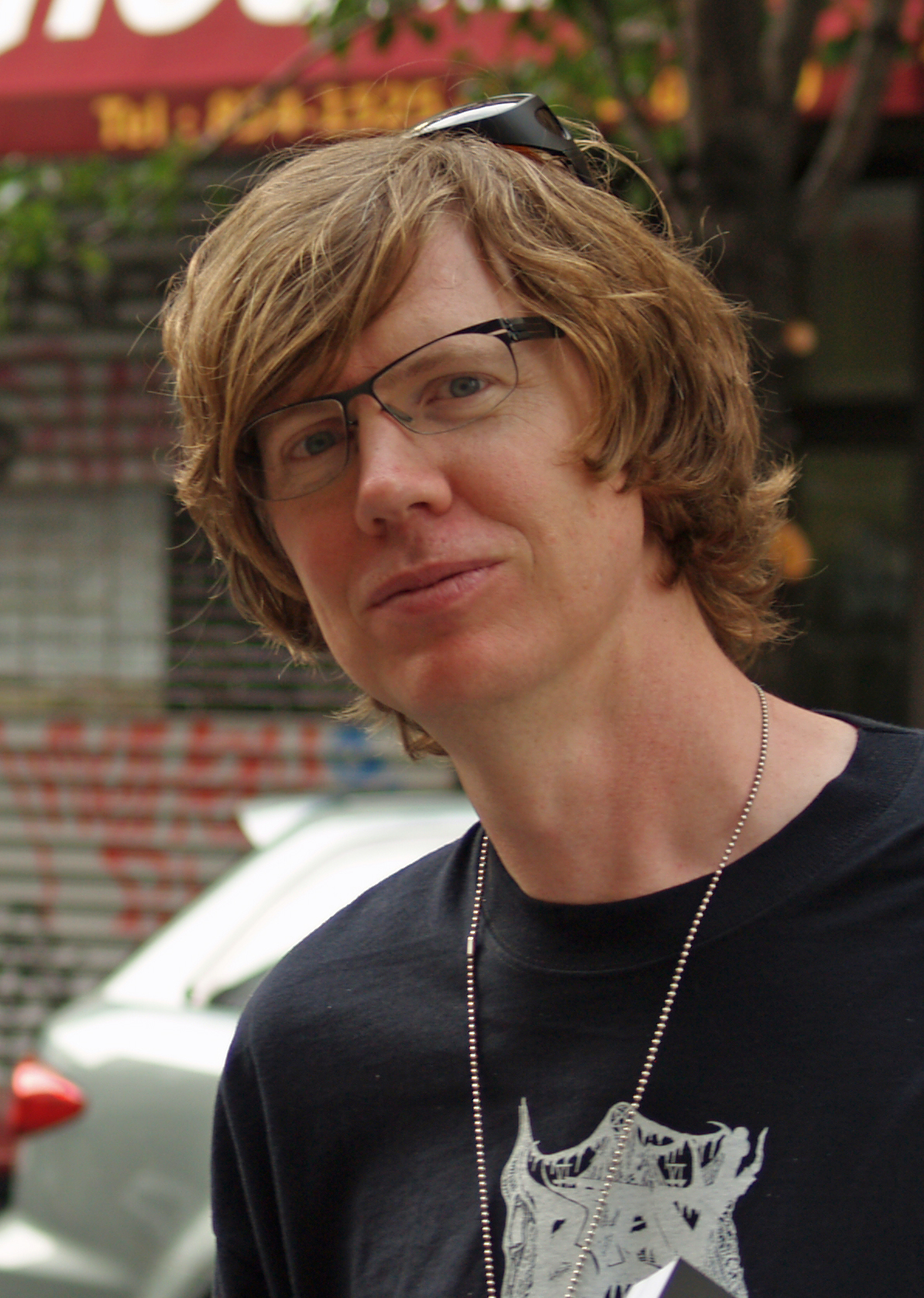
Thurston Moore

Thurston Moore (Coral Gables (Florida), 25 juli 1958) is een Amerikaanse zanger, gitarist, componist en medeoprichter van  noiseband Sonic Youth.
In 2004 plaatste het Amerikaanse muziektijdschrift Rolling Stone  Moore en Lee Ranaldo van Sonic Youth op nummer 33 en 34 van de Top 100 lijst beste gitarist aller tijden. Hun muziekspel wordt nog steeds door een wijdverspreid publiek als zeer innovatief beschouwd. Beide gitaristen gebruiken een grote verscheidenheid aan alternatieve speeltechnieken, zoals onder andere scordatura, 3rd bridge-gitaar en feedback.

## Discografie (soloprojecten)
- Psychic Hearts (1995, Geffen Records)
- Trees Outside The Academy (2007, Ecstatic Peace)
- Demolished Thoughts (2011, Matador Records)
- The Best Day (2014, Matador Records)[2]
- Rock N Roll Consciousness (2017, Ecstatic Peace)
- By the Fire (2020)